# Carex parviflora
Carex parviflora Host es una especie de planta herbácea de la familia de las  ciperáceas.

## Distribución y hábitat
Crece en las montañas del centro y sur de Europa; en la península ibérica, en los Pirineos y cordillera Cantábrica donde crece en los pastos supraforestales muy innivados.

## Descripción
Es una especie herbácea parecida a Carex atrata pero con las espigas más pequeñas (menos de 12 mm) y sésiles, utrículos negruzcos y planta en general más pequeña. 

## Taxonomía
Carex parviflora fue descrita por  Nicolaus Thomas Host y publicado en Systema Naturae, Editio Decima 2: 1263. 1759.
Etimología
Ver: Carex
parviflora; epíteto latino  que significa "con flores pequeñas".
Sinonimia
- Edritria parviflora (Host) Raf. (1840).
- Carex alpina var. parviflora (Host) Boott (1858).
- Carex atrata var. parviflora (Host) Beck (1890).
- Carex nigra All. nom. illeg.
- Carex binata Poir. in J.B.A.M.de Lamarck (1813).
- Carex atrata var. nigra Gaudin (1830).
- Carex atrata subsp. nigra (Gaudin) Hartm. (1846).
- Carex atrata var. conglomerata Neilr. (1857).
- Carex nigra subsp. chlorogona Chatenier (1911).
- Carex nigra var. chlorogona (Chatenier) Rouy in G.Rouy & J.Foucaud (1912).
- Carex pirinensis Acht. (1957).[3]